# Peter Criss (Album)
Peter Criss ist das 1978 aufgenommene und veröffentlichte Soloalbum des damaligen Kiss-Schlagzeugers Peter Criss.

## Entstehungsgeschichte
Kiss hatten bis von 1974 bis 1977 im Durchschnitt jeweils halbjährlich ein neues Album veröffentlicht und mit Love Gun und Alive II den Höhepunkt ihres bisherigen Schaffens erreicht. 1976 hatte die Gruppe ihren Vertrag mit Casablanca Records erneuert, und dieser sah vor, dass die Schallplattenfirma von jedem Mitglied der Gruppe die Veröffentlichung eines Soloalbums fordern konnte, wobei die Veröffentlichung von zwei Soloalben der Herausgabe von je einem Kiss-Album gleichgestellt war. Vier Soloalben bedeuteten also, dass die Gruppe zwei weitere Studioverpflichtungen aus ihrem Vertrag erfüllt gehabt hätte. Die Idee, überhaupt Soloalben aufzunehmen, stammte von Manager Bill Aucoin und Casablanca-Chef Neil Bogart und wurde auf ihren Wunsch in den Vertrag aufgenommen.
Im Juni 1978 begaben sich die vier Mitglieder der Gruppe in unterschiedliche Studios, um ihre jeweiligen Soloalben aufzunehmen. Für Peter Criss war dieser Termin insofern problematisch, weil er bei einer Spritztour mit einem gemieteten Porsche in Marina del Rey unter dem Einfluss von Betäubungsmitteln die Kontrolle über das Fahrzeug verloren hatte und gegen einen Baum geprallt war. Er wurde durch die Windschutzscheibe aus dem Auto katapultiert und erlitt Brüche an den Armen, die eine stationäre Aufnahme im Krankenhaus erforderlich machten. Sein Beifahrer, Tourmanager Fritz Postlethwaite, musste mit Verbrennungen dritten Grades ins Krankenhaus gebracht werden, da er sich nicht schnell genug aus dem brennenden Fahrzeugwrack befreien konnte. Criss Verletzungen waren noch nicht vollständig verheilt, als er die Arbeiten für sein Album begann, deshalb wurde der Schlagzeuger Alan Schwartzberg gebeten, Criss zu unterstützen, der dennoch so viel wie möglich selbst aufnehmen wollte.
Criss verfügte jedoch auch nicht über genügend Material für ein Album: Er hatte zwar schon vorher in den Electric Lady Studios in New York Basisaufnahmen für vier Lieder gemacht, aber für ein ganzes Album reichte es nicht. Stan Penridge berichtete ihm, dass er noch über Material aus alten „Lips“-Tagen verfügte, das nicht verwendet wurde, und Criss sah darin eine Möglichkeit, schnell an Songs für sein Album zu kommen. Er bot Penridge eine 50 %-Prozentbeteiligung an den Künstlereinnahmen an, falls dieser ihm die Lieder überlassen würde, und Penridge willigte ein. Criss wurde jeweils als Co-Autor der Songs gelistet.
Die Aufnahmen für Criss' Album fanden im Juni und Juli 1978 in den verschiedenen Studios, unter anderem im Sunset Sound Studio in Los Angeles, statt, zusätzliche Aufnahmen wurden in den Sound Labs und im The Burbank Studio durchgeführt. Eine Veröffentlichung war für September geplant. Das Album enthielt auch den Titel „Tossin' and Turnin'“, die Coverversion eines Nr. 1-Hits von Bobby Lewis. Der Titel wurde für die Dynasty-Tour 1979 von Kiss ins Liveprogramm aufgenommen.

### Cover
Alle Soloalben der Kiss-Mitglieder hatten ein Cover, das das maskierte Gesicht des jeweiligen Künstlers zeigte. Die Porträts waren von Eraldo Carugati gezeichnet worden. Jedes Porträt hatte eine eigene Hintergrundfarbe: Peter Criss war grün hinterlegt, Gene Simmons rot, Ace Frehley blau und Paul Stanley violett. Zu jedem Album gehörte ein Poster, das durch Formgebung an den Rändern zu einem der anderen drei Poster passte, sodass beim Kauf aller vier Alben ein großes Poster entstand, das alle vier Mitglieder zeigte. Außerdem war den Alben je ein Bestellschein für Merchandise-Artikel beigelegt.

## Veröffentlichung
Die Soloalben aller vier Kiss-Mitglieder wurden am 18. September 1978 in den USA veröffentlicht, die Auflage betrug 4 Millionen Alben, jeweils eine Million Alben pro Mitglied der Gruppe. Alle vier Alben wurden am 2. Oktober 1978 mit Gold und Platin ausgezeichnet, Criss' Album erreichte Platz 43 der Billboard 200, bei Cashbox, wo das Album nach nur drei Wochen aus den Charts fiel, Platz 59. Für Casablanca Records war die Veröffentlichung der Alben ein finanzielles Fiasko, denn die meisten Fans konnten es sich ganz einfach nicht leisten, alle vier Alben auf einmal zu kaufen. Da Casablanca dem Handel eine „100% Return Policy“ angeboten hatte, wiederholte sich, was dem Label schon 1975 passiert war: Die Rücklieferungen waren enorm.
Casablanca Records gab die Soloalben als Kiss-Alben heraus, von Mitgliedern der Gruppe werden sie daher auch gerne für die Gesamtzahl an Auszeichnungen, die die Band erringen konnte, hinzugezogen. Zudem wurden die Alben alle mit dem Logo der Band versehen. Die Recording Industry Association of America (RIAA) dagegen erkennt sie nicht als Bandalben an, sondern führt sie unter den Namen der jeweiligen Künstler, sodass sie tatsächlich nicht zu den Auszeichnungen für Kiss hinzugerechnet werden.

## Titelliste
1. 3:19 I’m Gonna Love You (Gesang: Peter Criss; Text und Musik: Peter Criss, Stan Penridge)
2. 3:17 You Matter to Me (Gesang: Peter Criss; Text und Musik: John Vastano, Michael Morgan, Vincent Poncia)
3. 4:01 Tossin’ and Turnin’ (Gesang: Peter Criss; Text und Musik: Richard Adams/Malou Rene)
4. 3:43 Don’t You let Me Down (Gesang: Peter Criss; Text und Musik: Peter Criss, Stan Penridge)
5. 3:01 That’s the Kind of Sugar Papa Likes (Gesang: Peter Criss; Text und Musik: Peter Criss, Stan Penridge)
6. 3:54 Easy Thing (Gesang: Peter Criss; Text und Musik: Peter Criss, Stan Penridge)
7. 2:53 Rock Me Baby (Gesang: Peter Criss; Text und Musik: Peter Criss, Stan Penridge)
8. 2:46 Kiss the Girl Goodbye (Gesang: Peter Criss; Text und Musik: Peter Criss, Stan Penridge)
9. 3:37 Hooked on Rock ’n’ Roll (Gesang: Peter Criss; Text und Musik: Peter Criss, Stan Penridge, Vincent Poncia)
10. 4:26 I Can’t Stop the Rain (Gesang: Peter Criss; Text und Musik: Sean Delaney)